# ديفيد ارتشر
ديفيد ارتشر (بالإنجليزية: David Archer)‏ هو لاعب كرة قدم أمريكية ولاعب كرة القدم الكندية أمريكي، ولد في 15 فبراير 1962 في فاييتفيل في الولايات المتحدة.

## وصلات خارجية
- ديفيد ارتشر على موقع مرجع كرة القدم المحترفة.كوم (الإنجليزية)